# 레모니 스니켓

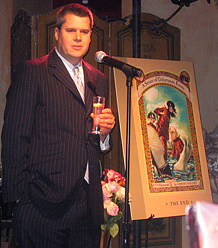

레모니 스니켓(Lemony Snicket)은 미국의 소설가 대니얼 핸들러의 필명으로, 《불행한 사건의 연속》 시리즈로 잘 알려져 있다.